# Мегрельське князівство
Мегрельське князівство (груз. სამეგრელოს სამთავრო, Самеґрело самтавро) — феодальне князівство у Західній Грузії.

## Історія

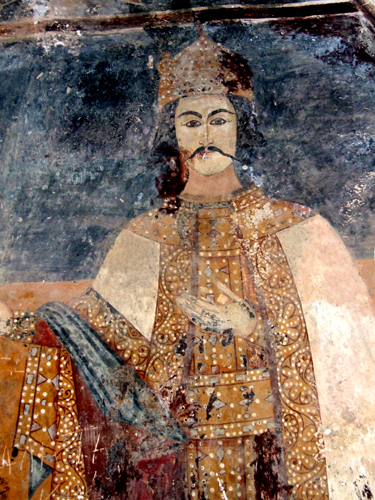
Леван II Дадіані

Сформувалося на основі Одіського еріставства, яке існувало у XIV—XV ст. Вже у 1470-х роках Вамек II Дадіані намагався здобути незалежність від Грузинськогоц арства. Посилив становище свого володіння еріставі Ліпарит II Дадіані який також успішно діяв проти абхазьких племен, що вдерлися до Цхумського еріставства. З огляду на загрозу подальших нападів абхазів наступний еріставі Мамія III вимушен був визнати владу Імеретинського царства.
Леван I відновив політику на здобуття незалежності, прийнявши титул еріставт-еріставі. У 1543 і 1545 роках Леван I не надав свої війська під час вторгнення до Імеретії османської армії. 1555 року було визнано зверхність Османської імперії. 1557 року зумів виокремити Мегрельське князівство зі складу Імеретинського царства. З 1550 року його володарі з роду Дадіані визнавали владу імеретинських царів лише номінально.
З 1572 року постійно відбувалася боротьба за владу у князівстві, водночас Мегрелія воювала із сусідами — Гурійським князівством та Імеретинським царством. У 1578 році Османська імперія захопила місто Цхумі. У 1590-х роках Манучар I Дадіані зумів забезпечити відновлення стабільності в середині князівства.
Мегрельське князівство особливо посилився при Левані II Дадіані (1611-1657), який у першій половині XVII століття уклав союз з абхазькими та гурійський мтаварами, щоб скинути з престолу імеретинського царя Олександра III. Після розпаду коаліції Мегрельське князівство вело війни з колишніми союзниками. Близько 1615 року, коли Мегрелію було блоковано Османською імперією, Дадіані змушен був платити їй данину. Цим скористався абхазький князь  Путу Шервашидзе, що фактично став незалежниам. У 1625 році Леван II підпорядкував свобі сусіднє Гурійське князівство, а у 1633-1634 роках отримав частину Імеретинського царства. Леван II намагався приєднати до Мегрельського князівства Абхазьке князівство.
Після смерті Левана II Дадіані князівство швидко слабшає через боротьбу за владу, в яку втрутився імеретинський цар Олександр III, що поставив мтаварі Вамека III, який 1661 року завіть захопив трон Імеретії.
Наприкінці XVII століття у князівстві сталася смута, яка призвела до втрати багатьма азнаурами та таваді своїх родових сіл. При дворі Левана III (1661-1680) був Кація Чікованіі, таваді Сапартіано. Він у 1691 році усунув Левана IV та став правителем князівства. Його син Георгій взяв прізвище колишніх правителів Дадіані. Але не всі тавалі підтримали його, чим скористалося Абхазьке князівство, що почало здійснювати напади на Мегрелію.
До 1702 року Мегрелія в союзі з Імеретинським царством зупинило наступ Абхазії, але було втрачено землі до річки Інгурі. У XVIII століття до складу Мегрельського князівства увійшли провінції Лечхумі та Квемо Сванетії (Нижня Сванетія).
Мтаварі Бежан активно втручавсяу боротьбу за владу в Імеретинському царстві, підтримуючи різних претендентів. При цьому дотримувався проосманської політики. Навпаки наступний князь Отія активно протистояв впливу Османської імперії в регіоні. Також активно втручався у боротьбу за трон в Імеретії. Кація II також брав участь в антиосманських походах, але 1765 року вимушен був підкоритися Османам, в подальшому воював на їх боці. Це призвело до війни з Імеретією. 1769 року намагаючись протистояти останньої звернувс ядо російської імператриці Катерини II щодо визнання протекторату Росії. Але вже 1771 року знову перейшов на бік Османської імперії. Згідно 23 статті Кучук-Кайнаджійського миру 1774 року між Османською і Російською імперією Мегрельське князівство визнавалося залежною від першої, але гарантувалася недоторканність її кордонів. За цим втрутився у боротьбі за владу в Абхазії. В подальшому маневрувався між Османською, Російсько імперіями та Імеретинським царством.
За Григола боротьба з Імеертією тривала. Він двічі втрачав трон. Під час завоювання Картлійсько-Кахетинського царства Російською імперією Соломон II воював з мегрельським мтаваром Григолом Дадіані. Російський імператорський двір всіляко підбурював Григола Дадіані. У 1803 році мтавар Григол Дадіані звернувся за допомогою до Російської імперії. Беручи Мегрелію під своє заступництво, Росія сподівалася ще більш послабити імеретського царя Соломона II, з тим щоб диктувати йому свої умови.

### Приєднання до Російської імперії
20 березня 1804 року був підписаний найвищий рескрипт про прийняття Мегрельського князівства у підданство Російської імперії. Прийнявши російське підданство, мегрельський князь забезпечив собі право спадкового володіння князівством. Однак після смерті мтавара титул його спадкоємцю присвоював російський імператор. Внутрішнє управління князівством та судочинство залишалися у веденні мегрельських мтаварів. Мтавар був позбавлений права карати на смерть у своєму князівстві. Мтавар зобов'язаний був беззастережно підкорятися надісланим з Російської імперії чиновникам. У князівстві постійно мало стояти російське військо, яке мтавар зобов'язаний був забезпечувати житлом та їжею. Російські чиновники мали право втручання у внутрішні справи князівства. Подібна форма автономного самоврядування була перехідним ступенем до повної ліквідації мегрельських князівства.
У період Кримської війни 1853-1856 років, Мегрельського князівства було зайнято османськими військами.
У 1857 році намісник Кавказу князь Барятинський, скориставшись негараздами, що виникли у мегрельських князівстві в результаті великого селянського повстання, ввів там російське правління. Юридично Мегрельське князівство припинило своє існування у 1867 році а його територія була включена до складу Кутаїської губернії.

## Територія

Зміна кордонів Мегрельського князівства з XV до XVIII ст.

Спочатку головною резиденцією князя Самегрело була Чаквінджа, а з XVI століття - Зугдіді. У XVI ст. володіння простягалися від річки Цхенісцкалі до річки Анакопіїсцкалі. Кордон Мегрелії до 1650 року вже був між річками Кодор і Цхенісцкалі. У всьому князівстві було9-10 фортець, першою з яких була фортеця Рухі.
У першій половині XVII століття в князівстві мешкало близько 150 тисяч осіб. У 1670-х роках населення скоротилося вдвічі. На початку XIX століття населення становило десь 75 тисяч осіб. У 1867 року населення досягло 180792 особи, з них 1792 таваді та члени їх родин, 12842 азнаурі, 2953 церковних ієрархів і ченців, 284 місцевих священників, 176127 селян.

## Устрій
На чолі князівства стояв мтаварі, що мав вищу політичну, військову та судову владу. Спочатку головною посадовою особою князівства був візир, з початку XVII століття - ліпартіан, а з XVIII століття - сахлтухуцесі (виконував фінансові, господарські та адміністративні функції). Виконавча влада перебувала в руках бокаултухуцесі (виконавець покарань, очільник поліції).
Князівство поділялося на еріставства (на кшталт генерал-губернаторств) на чолі із еріставі. На початку XVI століття Мегрельське (Одиське) князівство включало ериставства Одіші і Цхумі, остання згодом перетворилося на Абхазьке еріставство. До початку XVII століття Абхазіястала князівством у складі Мегрелії. Але напочатку XVII ст. Абхазьке князівство вийшло зі складу Мегрелії, натомість через 100 років новими еріставствами стали Квемо Сванетія і Лечхумі. Саме князівство поділялося на 8 самоураві (провінції), який в свою чергу складалися з сільських громад на чолі із артісанів.

## Суспільство
На чолі стояв мтаварі та його родина, що був поза станами. Загалом існувало два основних класи: селяни та феодали. Останні поділялися на таваді (власників волоіднь) і азнаурі (шляхту). Азнаурі були васалами мтаварі, таваді або церкви. Таваді були представлені родами Апакідзе, Чиладзе, Гошадзе, Чичу, Пагаве, Джаїані, Кочакидзе й Дгебуадзе, на початку XVIII століття утворився новий — дворянський рід Чіковані.
Найважливішою категорією селян були селяни мебегре (мойнале), що мали власне господарство та відповідали за збір та обробку продукції. Найбільш знедоленою категорією селян було селянство моджалабе (долмахоре), що були кріпаками.
Церква Менгрелії була великим власником землі і підпорядковувалася Абхазькому католикосу. У XVII століття існувало 6 єпископських кафедр: Чкондіді, Цаїші, Цаленджіхська, Бедія, Мокві та Дранд. Монастирі існували при всіх єпископських кафедрах. Крім того, в князівстві існували монастирі Матері Божої Хобі, Хрестителя Екі та Святого Георгія Обуджі. У селі Чала (нині Хлоу) було 2 монастирі. За часів правління Левана II Дадіані був відомий монастир Кіачі, який знаходився поблизу Джгерді. Великою славою користувалися церкви Святого Георгія Ілорського. Мтварі Кація II напркиінці 1760-х років намагався створити самостійну Мегрельску православну церкву, але 1776 року після поразок від імеретинського війська.

## Економіка
Провідною галуззю князівства було сільське господарство. Вирощувалися гомі (згодом її поступово замінювала кукурудза), рис, просо, у невеликих кількостях пшениця, коноплі та льон. Було розвинене виноградарство, садівництво, плодівництво, шовківництво. Вирощувався тютюн в областях Цаленджихе та Джагалі.
У князівстві виробляли велику кількість меду та воску. Розвинено було скотарство, але вирожували переважно рогату худобу, поголів'я овець було невеликим.
Зберігалися традиції обробки заліза та міді, виготовлення з них зброї, посуду та сільськогосподарських знарядь. Центрами цього ремесла були Зугдіді, Сенакі, Суджуна, Орпірі, Наагалеві, Лайлаші, Чребало. Значної висоти досягла ювелірна справа, виготовлення речей з срібра та золота, зокрема грехілурі. Центрами цього ремесла були Зугдіді, Анаклія, Ахуті, Дарчелі, Лесічіне, Мухурі, Пахулані, Хобі, Цаленджіха, Чхороцку, Сенакі, Абаша, Бандза, Мартвілі, Орпірі, Суджуна. Відомим родом майстрів був Дзадзамія. Також запрошувалися майстри з Імеретії та Сванетії. Мтаварі Леван II відкрив власну художню майстерню, де працювало 20 ковалів з обробки золота та срібла.
У XV-XVII століттях у князівстві  будувалися кораблі, які використовувалися для судноплавства як по річках, так і по морю. З Чорного моря мегрельські кораблі плавали вгору річкою Хобі до монастиря Хобі, а річкою Мокві - до села Меркула. Річка Ріоні використовувалася для судноплавства по всій території Мегрелії.
Протягом XV ст. Мегрелія мало торговельні відносини з Візантією, Трапезундською імперією та італійськими торговельними колоніями на Північному узбережжі Чорного моря. Найважливішими портами були Поті, Кемхелі (нині Кулеві), Самакстія (нині Таміші), Келасурі та Цхум. У Поті було значне італійське поселення, а в Цхумі — генуезька торговельна колонія. Торгівлі з італійцями зберігалася навіть після падіння Константинополя та Трапезунду.
З кінця XVII ст. зовнішня торгівля фактично опинилася в руках Османської імперії, що контролювало морське узбережжя та ключові шляхи. У той час Ісгаурі, розташований на схід від річки Кодорі, став одним з найважливіших портів. З 1728 року, коли турки отримали контроль над східним узбережжям Чорного моря, князівство здійснювало морську торгівлю через порти, зайняті османами.  Спад економіки призвів до етичного та морального занепаду населення. Як наслідок починається швидкими темпами розвиватися работоргівля, якою займали як низші азнаурі, так й купці, розбійники. З часом до неї долучилися мтаварі та таваді. Наприкінці XVII — першій половині XVIII ст. работоргівля досягла найбільшого піднесення. Лише мтаварі щорічно продавали від 10 до 15 тис. хлопчиків османським торгівцям. Наслідком стало знелюднення Мегрелії, що ще більше поглибило економічний занепад.
Внутрішня торгівля в князівстві Самегрело (Одіша) здійснювалася переважно на ярмарках. У XVI-XVII століттях ярмарки проводилися в Ілорі, Ципурії та Коцхелі, а в першій половині XIX століття - в Сенакі, Джварі, Цагері, Хобі. У той час важливими торговими пунктами були Лайла, Бандза, Суджуна.

### Монета
Час від часу мегрельський мтаварі карбували власні монети типу кірманеулі (срібна монета за трапезундським зразком). Першим її почав карбувати еріставі Вамек I Дадіані. В подальшорму мтаварі Мегрелії інколи також карбували такі монети на честь перемог. Лише за Левана II було відкрито повноцінний моментний двір, що став карбувати менгрельський монети за перським зразком.

## Культура

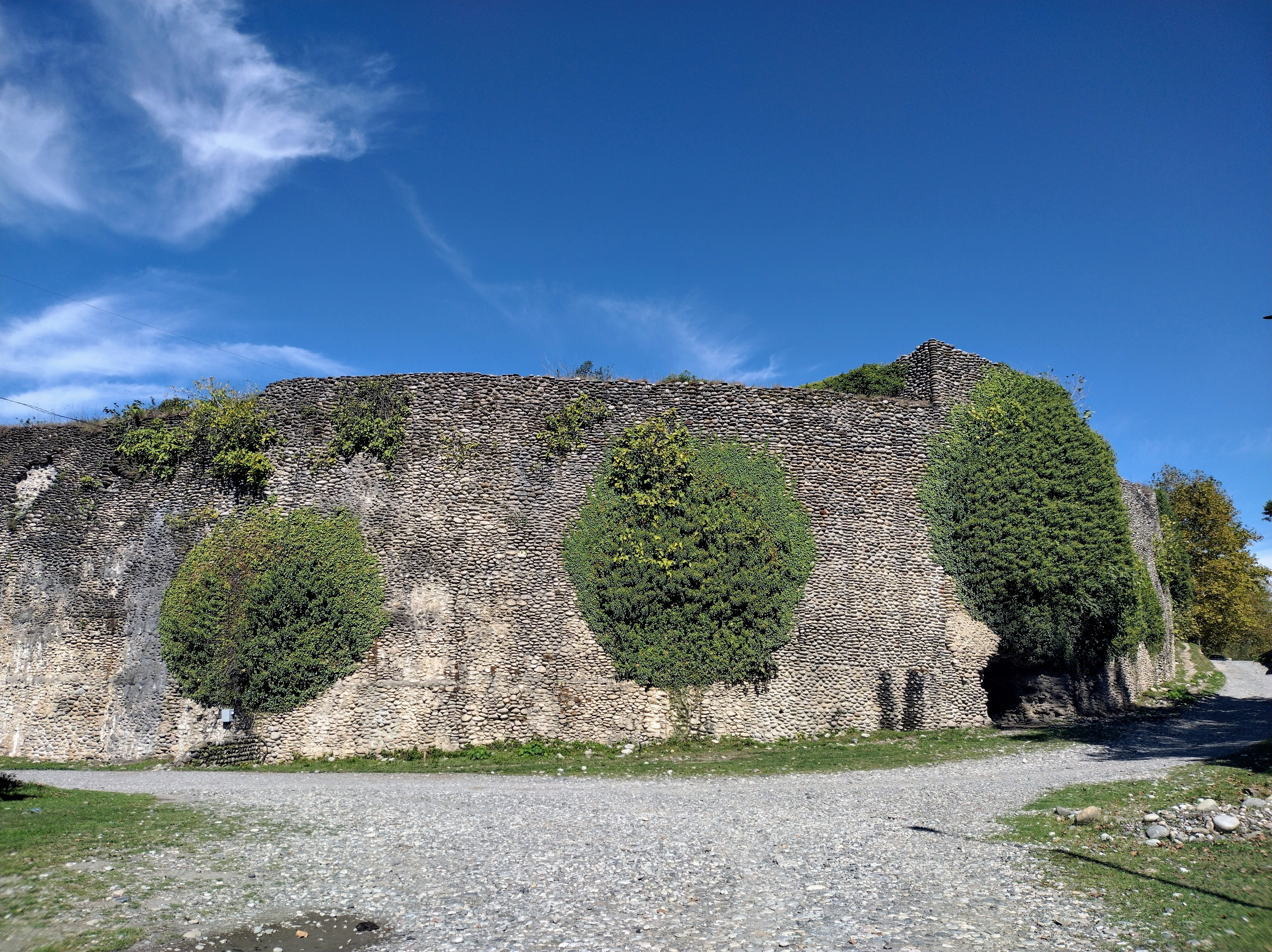
Руїни Рухської фортеці

Мегрельське князівство залишило багату спадщину у вигляді архітектурних пам'яток, серед яких церкви, фортеці та палаци. Яскравим прикладом є палац Дадіані в Зугдіді. Загалом у рода Дадіані було 12 палаців.

Палац Дадіані в Зугдіді

Традиційні мегрельські будинки, як правило, будувалися з каменю та дерева, з характерними архітектурними елементами. У побуті мегрели використовували різноманітне начиння, виготовлене з глини, дерева та металу.

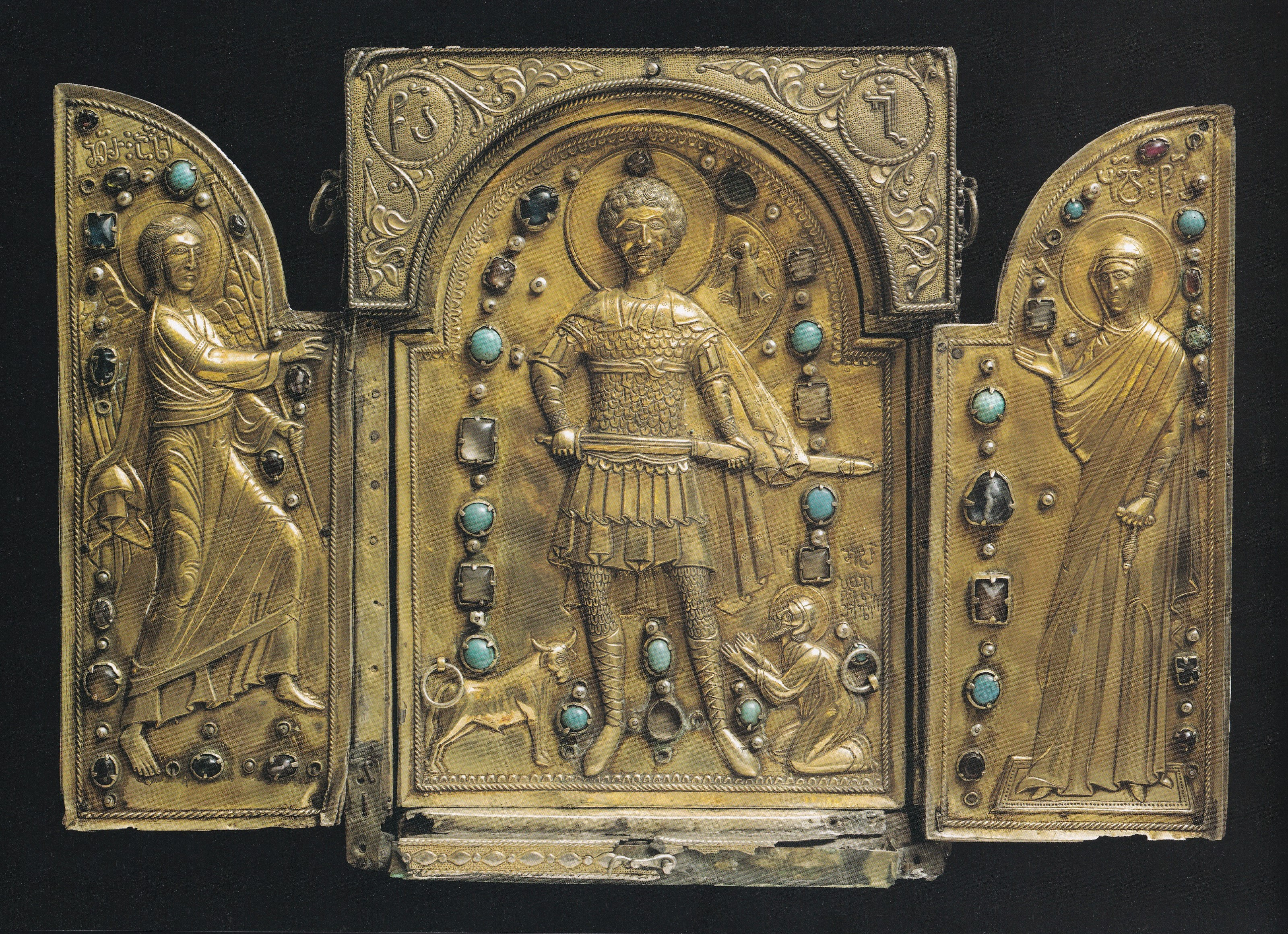
Триптих для Ілорської церкви

Зберігалися традиції іконопису. На замовлення та грошової підтримки князя Георгія III було створено триптих для Ілорськоїцеркви Св.Георгія.